# Sinterklaasjournaal
Das Sinterklaasjournaal ist eine in den Niederlanden jährlich von Mitte November bis zum 4. Dezember ausgestrahlte Nachrichtensendung für Kinder. Es geht monothematisch um die Abenteuer des aus Spanien mit einem Dampfschiff anreisenden Sinterklaas (des niederländischen Nikolaus) und seiner Helfer, der zwarten Pieten.
Alle Folgen werden von der Rundfunkanstalt NTR produziert und jeweils um 18:00 Uhr auf dem Kinderkanal NPO Zappelin von NPO 3 ausgestrahlt.

## Geschichte und Inhalte
Die erste Episode wird drei bis vier Tage vor dem offiziellen Einzug des Sinterklaas in den Niederlanden ausgestrahlt. Vorgesehen ist hier stets der erste Samstag nach dem Martinstag (11. November), an dem der Sinterklaas mit dem „Pakjesboot“ (dt.: Geschenke[Päckchen]schiff) und Gefolge in niederländischen Stadthäfen anlandet (Es werden mehrere Schiffe und zahlreiche Komparsen eingesetzt). Diese erste Folge, inklusive der Liveübertragung des Einzugs, ist deutlich länger als alle nachfolgenden Episoden, die jeweils nur 11 Minuten dauern. Jeden Sonntag wird zudem eine Wochenzusammenfassung gesendet. Die letzte Folge läuft am Tag vor der Bescherung („Pakjesavond“), die in den Niederlanden am 5. Dezember erfolgt, und hat ebenfalls Überlänge. Hier werden die Geschehnisse des Jahres zusammengefasst.
Die Kindersendung ging 2001 erstmals auf den Sender und wurde in jenem Jahr zunächst von Aart Staartjes moderiert; seitdem von Dieuwertje Blok. Als Außenreporter stand ihr bis 2007 der Schauspieler Rik Hoogendoorn zur Seite; danach Jeroen Kramer. In der Saison 2012 wurde auf der begleitenden Webseite eine zusätzliche Sendung mit Bonusmaterial zur Sendung bereitgestellt. Innerhalb der Saison 2014 tauchten noch weitere Figuren neben Sinterklaas und den Pieten auf.
In der Saison 2019 gab es ausnahmsweise keine Abenteuer der Pieten.
Es wird jährlich ein Sinterklaasjournaal-Bastelbuch mit Spielen und Basteln zum Thema Sinterklaas veröffentlicht.
In fast jeder Folge werden drei Abenteuergeschichten rund um Sinterklaas und den Pieten erzählt, gefolgt von Kurznachrichten und dem „Pietenwetter“. Als Beispiele für die Themen dieser Abenteuer seien die Inhalte der Staffel 2021 genannt:
- Das Pferd des Sinterklaas mit Namen „Ozosnel“ ist verschwunden und wird nun landesweit, auch unter Zuhilfenahme von bereitgestelltem Futter (Heu, Möhren, Wasser), gesucht. Hierzu gibt es stets Außenreportagen.
- Der Aufbewahrungsraum für die Geschenke auf dem Pakjesboot ist durch einen im Raum vergessenen Schlüssel versperrt; die Geschenkeauslieferung am 5. Dezember droht zu scheitern.
- Zwei der Pieten (ein Paar) haben ihren Säugling aus Spanien mit „zur Arbeit“ genommen. Davon darf der strenge Hauptpiet nichts erfahren; ein munteres Versteckspiel beginnt.

Jeder der Pieten (darunter auch weibliche) zeigt spezielle Begabungen, Eigenarten und Besonderheiten. Dies erinnert an die ähnliche Unterschiedlichkeit von Märchenzwergen oder den Schlümpfen. Der Kontroverse um das Blackfacing des Zwarten Pieten ausweichend sind seit 2017 die Gesichter aller Pieten lediglich mit etwas Schornsteinruß eingefärbt. Die langjährige Moderatorin begrüßte dies im Dezember 2020.
Wiederkehrende Rollen, etwa als Pieten oder interviewte Durchschnittsbürger, werden von namhaften Schauspielern und Kabarettisten übernommen, u. a. von André van Duin, Niels van der Laan oder Brigitte Kaandorp.
Dieuwertje Blok erhielt für diese Sendungen und für ihr Engagement für die Traditionen rund um das Sinterklaasfest mehrere einschlägige Preise.
2016 gab es eine leichte Veränderung des Intros, der Webseite, der Trennelemente zwischen den Beiträgen und der Studiokulisse.
Wegen der Coronaepidemie gab es in den Jahren 2020 und 2021 keine Liveübertragungen des Sinterklaaseinzugs. Der Anlegeort des Dampfschiffs wurde nicht bekannt gegeben und so konnte eine Aufzeichnung ohne Publikum und die damit verbundenen möglichen Ansteckungen ermöglicht werden.
Aufgrund einer erforderlichen Krebsoperation (Nasenamputation) der Moderatorin Dieuwertje Blok wurde das Sinterklaasjournaal in der Saison 2024 von der Moderatorin Merel Westrik geleitet.
Als die Dieuwertje Blok, Moderatorin des Sinterklaasjournaals mit 23 Staffeln und 551 Folgen, am 2. März 2025 an ihrer Krebserkrankung verstarb, wurde bald darauf entschieden, dass Merel Westrik fortan die beliebte Kindersendung weiterführen wird.

## Film und Festival
Der Kinofilm Het Sinterklaasjournaal: De Meezing Moevie (dt.: Der Mitsingfilm) aus dem Jahr 2009 basiert auf der Serie. Hierbei wird das Publikum aufgefordert, zu den eingeblendeten Strophen mitzusingen.
Seit 2012 wird in der Messe in Utrecht, der Jaarbeurs, das „ZAPP Sinterklaasfeest“ veranstaltet. Die produzierende Firma des Sinterklaasjournaals NTR hat hier keine Beteiligung. Dieses Fest wird ebenfalls von Dieuwertje Blok moderiert. 2020 und 2021 fiel die Messe und somit das Zapp Sinterklaasfest aus.

## Schleichwerbung
Der NTR ist von der niederländischen Medienaufsicht Commissariaat voor de Media wegen unerlaubter Schleichwerbung mit einer Geldstrafe von 150.000 Euro belegt worden. Die Begründung lautete, dass der Sender zu oft sein eigenes Sinterklaasjournaal-Geschenkpapier im Bild gezeigt hat. Dieses selbstentworfene Produkt wurde nach Meinung der Aufseher zu oft und zu auffällig in den Sendungen platziert. Die Betreiber legten lauten Einspruch ein, da dieses Papier niemals offiziell verkauft wurde; allenfalls erhielt man den Betrag von 980 Euro (nach anderen Quellen 960,63 Euro) für die Lizenzverwendung.
Die Moderatorin Dieuwertje Blok nannte die Vorwürfe „ziemlich bizarr“.